# Adinandra elegans
Adinandra elegans är en tvåhjärtbladig växtart som beskrevs av How, Amp; Ko och Ho Tseng Chang. Adinandra elegans ingår i släktet Adinandra och familjen Pentaphylacaceae. Inga underarter finns listade i Catalogue of Life.